# Alexia Căruțașu
Alexia Ioana Căruțașu (em turco Aleksia Karutasu; Bucareste, 10 de junho de 2003) é uma voleibolista indoor romena naturalizada turca, que atua na posição de oposta. Atualmente defende o Galatasaray Spor Kulübü.

## Carreira
Căruțașu competiu no Campeonato Mundial Sub-18 Feminino de Voleibol da FIVB de 2019, onde a Romênia ficou em sexto lugar. Ela também competiu no Campeonato Europeu de Voleibol Feminino Sub-17 de 2018, onde a equipe romena ficou em quinto lugar. Foi a estreante mais jovem da história do Divizia A1 romena. Ela fez sua estreia com o CSM București em outubro de 2016, entrando como substituta contra o CSM Volei Alba Blaj.[carece de fontes?]
Em 2020 jogou o Campeonato Turco pelo Yeşilyurt, atuando por empréstimo, tendo um papel decisivo na conquista do time na Challenge Cup de Voleibol Feminino onde foi eleita MVP da competição. Em 2021 atuou por empréstimo no Galatasaray Spor Kulübü, para onde retornou em 2024 com contrato fixo de dois anos.
Em abril de 2022, Căruțașu anunciou a obtenção da cidadania turca.

## Clubes
| Clube          | De      | A       |
| -------------- | ------- | ------- |
| CSM București  | 2016–17 | 2017–18 |
| VakıfBank II   | 2018–19 | 2018–19 |
| Yeşilyurt      | 2019–20 | 2020–21 |
| Galatasaray SK | 2021–22 | 2021–22 |
| VakıfBank SK   | 2022–23 | 2023–24 |
| Galatasaray SK | 2023–24 | Atual   |

Atualizado em abril de 2025.

## Títulos e resultados
Pela Seleção Romena Sub-18:
- Festival Olímpico Europeu da Juventude: 2019

Pelo CSM București:
- Campeonato Romeno: 2017–18
- Copa da Romênia: 2017–18
- Copa da Romênia: 2016–17

Pelo Yeşilyurt:
- Challenge Cup de Voleibol Feminino: 2020–21